# Dicranomyia fata
Dicranomyia fata là một loài ruồi trong họ Limoniidae. Chúng phân bố ở miền Australasia.